# Andinobates viridis
Andinobates viridis е вид жаба от семейство Дърволази (Dendrobatidae). Видът е уязвим и сериозно застрашен от изчезване.

## Разпространение
Разпространен е в Колумбия.